# Dasychira eudela
Dasychira eudela är en fjärilsart som beskrevs av Collenette 1954. Dasychira eudela ingår i släktet Dasychira och familjen tofsspinnare. Inga underarter finns listade i Catalogue of Life.